# Yukie Kawamura
Yukie Kawamura (川村 ゆきえ Kawamura Yukie, nascută 23 ianuarie 1986) este un idol japonez și o actriță sub Japan Art.

## Biografie
Nascută în Otaru, Hokkaidō, Kawamura a crescut în Yokohama, Kanagawa și mai târziu în Abiko, Chiba. Ea a debutat în 2003 ca un idol japonez. În 2006 ea a început cariera ei ca o actriță.

## Filmografie

### Filme
- Kikyū Club, Sono go  (気球クラブ、その後?) (気球クラブ、その後?) (2006)
- A Slit-Mouthed Woman 2  (口裂け女2?) (口裂け女2?) (2008)
- Vampire Girl vs. Frankenstein Girl  (吸血少女対少女フランケン?)Frankenstein Girl (吸血少女対少女フランケン?) (2009)
- Creepy Hide and Seek  (ひとりかくれんぼ　劇場版?) (ひとりかくれんぼ　劇場版?) (2009)
- Hōzuki-san Chi no Aneki (2014)[2]

### Drame TV
- Donto Hare (2007)
- Juken Sentai Gekiranger ca Cherry (2007, episodul 36)
- Ultraseven X (2007)
- Mirai Seiki Shakespeare (2008)